# Марио Алинеи
Марио Алинеи (итал. Mario Alinei; Торино, 10. август 1926 — Импрунета, 8. август 2018) био је италијански филолог и палеолингвиста. Најпознатији је по раду на „Језичком атласу Европе“ као и утемељивању Теорије палеолитског континуитета.

## Биографија
Алинеи је био професор емеритус Универзитета у Утрехту, где је предавао од 1959. до 1987, а живео у месту Импрунета, у Италији. Оснивач је и уредник Куадерни ди Семантика (итал. Quaderni di Semantica), научног часописа за теоријску и примењену семантику. Основао је при УНЕСКО-у 1979. године капитални подухват „Atlas Linguarum Europae“, чији је председник био од 1982. до 1997. године.
Аутор је на стотине публикација и познати научник у области дијалектологије и глотохронологије. Такође је био главни заговорник Теорије палеолитског континуитета, која тврди да су индоевропски језици пореклом из Европе и да су постојали још од Горњег палеолита.
Неки од његових главних лингвистичког доприноса, кључних у стварању Теорије палеолитског континуитета, тичу се тенденције језика ка очувању (за разлику од теорије "биолошких закона" језичке промене), као и начина лексичког „самодатирања“.
Алинеи је био пионир коришћења рачунара у лингвистици. Према речима академика Павла Ивића „Алинеи је један од не тако бројних европских лингвиста који су већ почетком 1960-их годинама били вољни и способни да примењују резултате технолошких иновација на проучавање језика.“
Био је редовни је члан шведске Краљевске академије у Упсали.

## Дела
Монографије